# 歷史 (塔西佗)
塔西佗所撰的《歷史》（拉丁語：Historiae），又稱作《羅馬史》，古羅馬史書。塔西佗（約55年─120年）為羅馬帝國時代史家，以拉丁文寫成本書，全書原有12卷或14卷，內容上自公元69年，下至96年，現存只有第1至4卷較完整地流傳下來，以及第5卷的一部份，內容為69年元旦至70年8月的事跡，體裁為編年體。本書對研究羅馬帝國早期歷史，具有一定價值。

## 本書的編撰

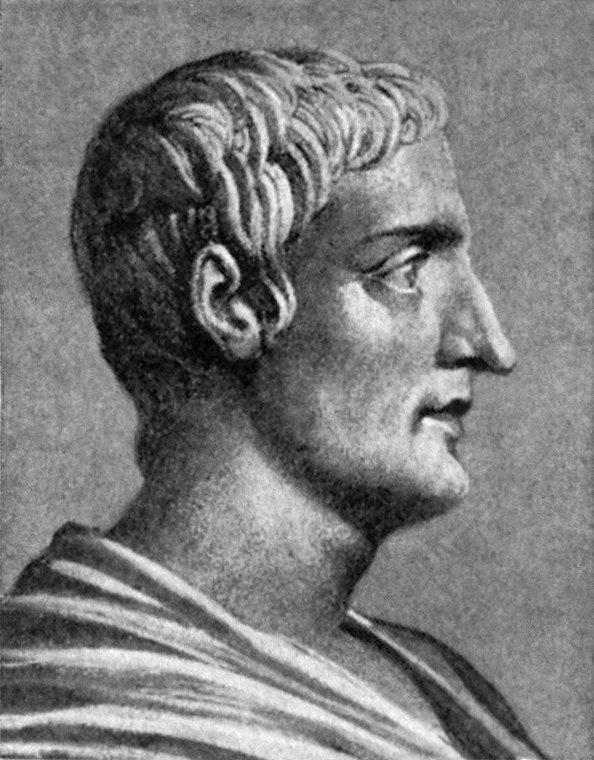
《歷史》作者塔西佗

《歷史》的作者是羅馬帝國時期史家塔西佗。塔西坨出身著名氏族，曾歷任軍團將領、行省財務官、祭司團、行政長官、執政官，經歷過人稱暴君的圖密善統治時期。作者約在公元102年前後開始編撰本書，到104年至105年，可能有幾卷已經脫稿，全書完成時期約在109年前後。其寫作動機，與塔西佗所經歷的的政治環境有密切關係，據學者指出，《歷史》就是記述「暴君」圖密善統治這段痛苦回憶，著意於寫該時代，可惜現存的《歷史》正是遺失此一部份。另外，塔西佗為了探索共和政體如何蛻變成為暴政，乃在日後寫成另一部著作《編年史》。從兩書的內容的順序而言，則是《歷史》接在《編年史》的後面。
本書的資料取材，學界有數種說法。一種說法是塔西佗曾獨力對大量檔案史料作研究，並依據他的友人的回憶錄，以及他本人的記憶而寫成。另一種說法是《歷史》取材自塔西佗的同時代人克鲁维乌斯·鲁福斯和老普林尼的著作。還有一說是取材自當時希臘史家普魯塔克等人的著作。

## 本書篇幅
塔西佗《歷史》的內容大致如下：
- 第1卷：記述公元69年的事情。
- 第2卷：記述公元69年羅馬皇帝加爾巴死後幾個月裡的事情。
- 第3卷：記述仍是公元69年的事情。
- 第4卷：記述主要是公元70年的事情，部份是69年韦斯巴芗與維特里烏斯兩派之間的內戰。
- 第5卷：記述仍是公元70年的事情。本卷後面部份已佚。

※中國大陸學者王以鑄、崔妙因指出，學術界過往一般認為《歷史》有14卷，但亦有說法指只有12卷。

## 書中的陳述方法
西方史家J·W·湯普森指出，塔西佗的《歷史》採用的陳述方法是演說家的方法，即是在書中多處地方的敍事或辯論以直接談話的方式寫出。這種陳述方法，意在指作者本人要說的話，借書中人物之口說出，從而把事件敍述出來並分析原因、解釋行動。J·W·湯普森又指，這種手法是西方古代史家的一段寫作方法，由古希臘的修昔底德便開始採用，在希臘羅馬已蔚為風氣，但到近代已令人厭惡。

## 中文譯本情況
《歷史》的中文譯本方面，現時有中國大陸學者王以鑄、崔妙因的譯本，簡體字版本由北京商務印書館出版，繁體字版本由臺灣商務印書館出版。

## 引用來源
1. ↑  申海田、林吉玲主編《中外文史名人名著詞典·「＜羅馬史＞」條》，山東大學出版社，614頁。
2. ↑  塔西佗《編年史》王以鑄、崔妙因《關於塔西佗》，北京商務印書館，11─12頁。
3. ↑  塔西佗《編年史》王以鑄、崔妙因《關於塔西佗》，北京商務印書館，16─17頁。
4. ↑  塔西佗《歷史》王以鑄、崔妙因《中譯者的話》，北京商務印書館，5頁。
5. ↑  J·W·湯普森《歷史著作史》上卷第一分冊，謝德風譯，北京商務印書館，123頁。
6. ↑  以下各項，參考塔西佗《歷史》，《本書提要》，北京商務印書館，7─23頁。
7. ↑  塔西佗《歷史》王以鑄、崔妙因《中譯者的話》，北京商務印書館，15及18頁。
8. ↑  J·W·湯普森《歷史著作史》上卷第一分冊，謝德風譯，北京商務印書館，124頁。
9. ↑  塔西佗《歷史》，北京商務印書館。
10. ↑  臺灣商務印書館──塔西佗《歷史》[永久]